# Villa Visocchi
Villa Visocchi, detta anche Villa Anna, situata a cavallo del Vomero e del Rione Alto (Napoli) su via Cattaneo, è la villa più importante della zona.

## Storia
Le prime notizie della villa risalgono al 1775, quando appariva sulla mappa del Duca di Noja.
Nel corso della sua storia, la villa ha visto molti cambi di proprietà. Il proprietario originario, probabilmente, fu il grande storico pugliese Pietro Giannone che ne parlò nella sua autobiografia. Alla fine del XVIII secolo appartenne a un tal Finel, ucciso dai filoborbonici nel 1799. Poi passò a Nicola de Martino fino al 1839, quando fu acquisita dal Demanio fino al 1845. Passata poi ai Chierici Regolari Minori fino alla soppressione dell'ordine, dagli anni 70 dell'Ottocento fu di proprietà dell'ingegnere Gaetano Martire. L'ultimo proprietario fu il senatore Achille Visocchi, genero del Martire.

## Descrizione
L'ingresso in uso nell'Ottocento (al numero 84 dell'attuale salita Due Porte) è impreziosito dal cancello in ghisa di stile tardo ottocentesco ai lati del quale sorgono due bassi edifici a un piano caratterizzati da spigoli bugnati e facciate curve per adattarli alla corte antistante. Quest'ultima, che oggi ha perso la sua funzione originaria di accoglienza al visitatore, presenta un'esedra dall'architettura contrastante con quella del moderno edificio che riprende il perimetro dell'antico muro. Lo slargo sulla destra fu voluto dal Visocchi che, nell'ambito di un piano generale di ristrutturazione, nel 1910 fece aggiungere anche un braccio sulla sinistra.
L'ingresso settecentesco, usato anche attualmente (al numero 26 di via C. Cattaneo), è costituito da pilastri cementizi e una cancellata che presenta un disegno floreale, progettati dall'ingegnere Mentore Coccoli.

## Giardino
La villa si caratterizza soprattutto per la varietà di specie vegetali presenti nel suo giardino. Dal 1950 in poi, il dottor Lello Capaldo, esperto di botanica, si impegnò per la salvaguardia della flora in modo che non fosse intaccata dalla speculazione edilizia e dalla nuova tangenziale. Il parco si estende su vari livelli appoggiandosi sul pendio naturale che caratterizza la morfologia del luogo.
Le specie vegetali presenti nel parco includono cedri, magnolie, palme, eucalipti, pini, bambù, camelie ed altre varietà esotiche.
Una parte del giardino è destinata a orto e frutteto (fichi e agrumi) sin dal XIX secolo.

## Dintorni
Sul retro della villa sorge la cava dello Scudillo, oggi inattiva, da cui un tempo si estraeva tufo.